# کوه آزوما
کوه آزوما (به ژاپنی: 吾妻小富士 Azuma-kofuji) یا آزوما کوفوجی یکی از کوه‌های استان فوکوشیما در ژاپن است. نام این کوه در کتاب فهرست صد کوه معروف ژاپن آمده‌است. ارتفاع آن ۱۷۰۵ متر است. دهانهٔ آتشفشانی قلهٔ کوه بسیار بزرگ است و در حدود ۴۰۰ متر قطر دارد. اگر از زاویه بخصوصی دیده شود به کوه فوجی شباهت دارد به همین خاطر کوفوجی یا فوجی کوچک نامیده شده‌است. با اتوبوس و ماشین نیز امکان عبور از جاده تا نزدیک قله کوه وجود دارد. از پله‌هایی که در نزدیک قله وجود دارد در حدود ده دقیقه تا قله پیاده راه است و دور زدن به دور حفره آتشفشانی قله در حدود یکساعت به طول می‌انجامد.